# Charles Dias de Oliveira
Charles Dias de Oliveira, meglio noto come Charles (Belém, 4 aprile 1984), è un ex calciatore brasiliano, di ruolo attaccante.

## Biografia
Charles è cugino di altri due calciatori professionisti Igor de Souza e il suo fratello minore Yuri de Souza. Tutti e tre sono attaccanti e Yuri ha affrontato il cugino nell'ultima stagione con il Ponferradina. Curiosamente Charles e il minore dei fratelli sono stati in testa alla classifica marcatori di Segunda División a pari merito nel dicembre 2012. Inoltre, nello stesso mese Igor era il miglior marcatore della sua squadra, il Salamanca, in Segunda División B.

## Carriera
Dopo aver giocato in Brasile, Charles va a giocare in Spagna tra le file del Pontevedra. Nel 2007 compie una breve parentesi tra i paraguaiani del 2 de Mayo. Nella stagione 2012-2013 vince il trofeo Pichichi in Segunda División con la maglia dell'Almería.
La stagione successiva viene acquistato dal Celta Vigo, firmando un quadriennale e scrivendo sul suo sito web di accettare l'offerta per motivi familiari, arrivando così per la prima volta nella massima divisione spagnola. Al suo esordio in Liga l'attaccante segna un gol di testa per il momentaneo 2-0 nella prima giornata disputatasi tra Celta Vigo e Espanyol e conclusasi 2-2. Il 16 settembre 2013 è autore della prima rete segnata nel San Mamés Barria, in occasione della partita vinta dall'Athletic Bilbao contro il Celta Vigo per 3-2: sull'assist di Rafinha capitalizza l'occasione al 14º minuto di gioco, prima di fallire anche un rigore. Conclude la prima stagione in Primera División con oltre 10 reti all'attivo, di cui la maggior parte segnate nella prima parte di campionato. Dopo aver faticato fino a quasi la fine del campionato, mette a referto tre reti in due partite, compresa una doppietta alla penultima giornata contro il Real Madrid che di fatto estromette la squadra di Ancelotti dalla lotta per il titolo nazionale.

## Statistiche
Durante la sua carriera ha giocato 536 match segnando 176 reti, alla media di 0,32 gol a partita.

### Presenze e reti nei club
Statistiche aggiornate al 29 giugno 2020.
| Stagione            | Squadra           | Campionato        | Campionato | Campionato | Coppe nazionali | Coppe nazionali | Coppe nazionali | Coppe internazionali | Coppe internazionali | Coppe internazionali | Altre competizioni | Altre competizioni | Altre competizioni | Totale | Totale |
| Stagione            | Squadra           | Comp              | Pres       | Reti       | Comp            | Pres            | Reti            | Comp                 | Pres                 | Reti                 | Comp               | Pres               | Reti               | Pres   | Reti   |
| ------------------- | ----------------- | ----------------- | ---------- | ---------- | --------------- | --------------- | --------------- | -------------------- | -------------------- | -------------------- | ------------------ | ------------------ | ------------------ | ------ | ------ |
| 2004-2005           | Pontevedra        | SD                | 33         | 6          | CR              | 2               | 1               | -                    | -                    | -                    | -                  | -                  | -                  | 35     | 7      |
| 2005-2006           | Pontevedra        | SDB               | 36+2       | 13+0       | CR              | 1               | 0               | -                    | -                    | -                    | -                  | -                  | -                  | 39     | 13     |
| 2006-gen. 2007      | Pontevedra        | SDB               | 33         | 9          | CR              | 1               | 0               | -                    | -                    | -                    | -                  | -                  | -                  | 34     | 9      |
| gen. 2007-giu. 2007 | 2 de Mayo         | PD                | 13         | 1          | -               | -               | -               | -                    | -                    | -                    | -                  | -                  | -                  | 13     | 1      |
| 2007-2008           | Pontevedra        | SDB               | 16+2       | 4+0        | CR              | 2               | 0               | -                    | -                    | -                    | -                  | -                  | -                  | 20     | 4      |
| 2008-2009           | Pontevedra        | SDB               | 26         | 9          | CR              | 0               | 0               | -                    | -                    | -                    | -                  | -                  | -                  | 26     | 9      |
| 2009-2010           | Pontevedra        | SDB               | 35+3       | 15+0       | -               | -               | -               | -                    | -                    | -                    | -                  | -                  | -                  | 38     | 15     |
| Totale Pontevedra   | Totale Pontevedra | Totale Pontevedra | 186        | 56         |                 | 6               | 1               |                      | -                    | -                    |                    | -                  | -                  | 192    | 57     |
| 2010-2011           | Córdoba           | SD                | 36         | 15         | CR              | 3               | 0               | -                    | -                    | -                    | -                  | -                  | -                  | 39     | 15     |
| 2011-2012           | Córdoba           | SD                | 30+2       | 7+0        | CR              | 3               | 1               | -                    | -                    | -                    | -                  | -                  | -                  | 35     | 8      |
| Totale Córdoba      | Totale Córdoba    | Totale Córdoba    | 68         | 22         |                 | 6               | 1               | -                    | -                    |                      | -                  | -                  |                    | 74     | 23     |
| 2012-2013           | Almería           | SD                | 40+4       | 27+5       | CR              | 3               | 0               | -                    | -                    | -                    | -                  | -                  | -                  | 47     | 32     |
| 2013-2014           | Celta Vigo        | PD                | 30         | 12         | CR              | 1               | 0               | -                    | -                    | -                    | -                  | -                  | -                  | 31     | 12     |
| 2014-2015           | Celta Vigo        | PD                | 28         | 3          | CR              | 3               | 1               | -                    | -                    | -                    | -                  | -                  | -                  | 31     | 4      |
| 2015-2016           | Malaga            | PD                | 35         | 12         | CR              | 0               | 0               | -                    | -                    | -                    | -                  | -                  | -                  | 35     | 12     |
| 2016-2017           | Malaga            | PD                | 18         | 3          | CR              | 0               | 0               | -                    | -                    | -                    | -                  | -                  | -                  | 18     | 3      |
| Totale Málaga       | Totale Málaga     | Totale Málaga     | 53         | 15         |                 | 0               | 0               | -                    | -                    |                      | -                  | -                  |                    | 53     | 15     |
| 2017-2018           | Eibar             | PD                | 30         | 8          | CR              | 1               | 0               | -                    | -                    | -                    | -                  | -                  | -                  | 31     | 8      |
| 2018-2019           | Eibar             | PD                | 33         | 14         | CR              | 2               | 1               | -                    | -                    | -                    | -                  | -                  | -                  | 35     | 15     |
| 2019-2020           | Eibar             | PD                | 26         | 6          | CR              | 3               | 3               | -                    | -                    | -                    | -                  | -                  | -                  | 10     | 2      |
| Totale Eibar        | Totale Eibar      | Totale Eibar      | 89         | 28         |                 | 6               | 4               | -                    | -                    |                      | -                  | -                  |                    | 95     | 32     |
| Totale carriera     | Totale carriera   | Totale carriera   | 511        | 169        |                 | 25              | 7               |                      | -                    | -                    |                    | -                  | -                  | 536    | 176    |

## Palmarès

### Club

#### Competizioni nazionali
- Segunda Divisão: 1

2002-2003 (Zona Centro)
- Segunda División B: 1

Pontevedra: 2006-2007

### Individuale
- Pichichi: 1 (Segunda División)

2012-2013 (27 gol)